# Thorogobius
Thorogobius is een geslacht van straalvinnige vissen uit de familie van grondels (Gobiidae). Het geslacht is voor het eerst wetenschappelijk beschreven in 1969 door Miller.

## Soorten
- Thorogobius angolensis (Norman, 1935)
- Thorogobius ephippiatus (Lowe, 1839) – Luipaardgrondel
- Thorogobius macrolepis (Kolombatović, 1891)
- Thorogobius rofeni Miller, 1988